# Hymenostomum rutilans
Hymenostomum rutilans là một loài rêu trong họ Pottiaceae. Loài này được (Hedw.) Nees & Hornsch. mô tả khoa học đầu tiên năm 1823.